# Pou de glaç de Can Donadeu
El Pou de glaç de Can Donadeu és un conjunt monumental que inclou un gran edifici amb torre quadrada adossada, basses i mines d'aigua. Està situat al sud-est del nucli de Sant Fost de Campsentelles (Vallès Oriental), molt a prop de la masia de Can Donadéu.
Declarat BCIL (bé cultural d'interès local) l'any 2021, el pou de glaç consta a l'Inventari del Patrimoni Arquitectònic de Catalunya.
Actualment es troba als terrenys de la pedrera CANRO, S. L. amb l'imminent perill de destrucció.

## Descripció
El pou de glaç és de forma cilíndrica i està construït aprofitant el pendent del terreny. Té un diàmetre de 14 metres i una alçada de 21 metres. Està cobert per una cúpula de maons coberta de vegetació. Els murs són de maçoneria de pedra rústica, i trobem també voltes de maó i grans lloses planes que cobreixen alguns sectors de l'edificació. El pou té adossada una torre de planta rectangular amb una escala interior que comunica, a través de finestres, les diferents seccions i alçades del pou. Les parets interiors del pou estan arrebossades i en algun sector s'aprecia la roca mare.
Entorn del pou s'aprecien altres estructures associades a la producció de gel, com per exemple la galeria d'una mina d'aigua excavada a la base del pou, una gran bassa rectangular de 34,4 x 15,3 i 3,9 m de fondària i finalment una altra bassa de mides inferiors.

## Història

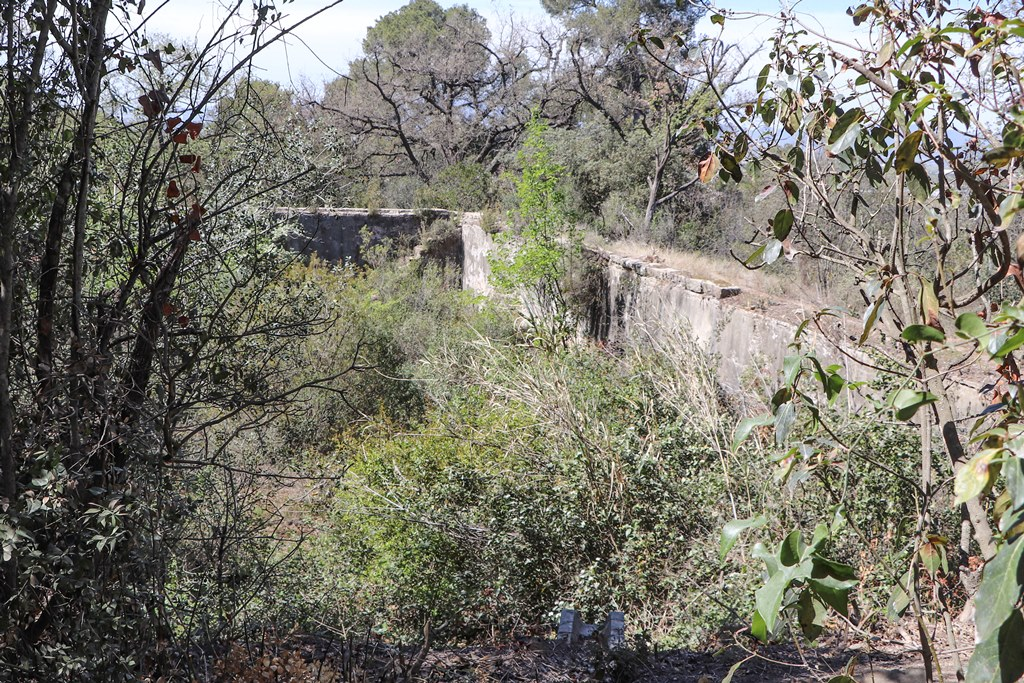
Bassa del pou de glaç de Can Donadeu

A parer d'alguns autors, els quals presenten un document escrit per un cartoixà de Tiana datat l'any 1718, el pou de glaç de Can Donadéu va ser construït a finals del segle xvi o inicis del segle xvii per ordre dels monjos de la cartoixa de Montalegre. Aquests mateixos autors afirmen que l'any 1740 el pou era propietat d'un ciutadà de Barcelona anomenat Elias.
El 1936, Salvador Pibernat escriu del pou de glaç el següent: «Per allà l'any 1740 era propietat d'un tal Elias, ciutadà de Barcelona... Pròpiament no és un pou, sinó un edifici rodó, fet d'obra, al pla de la terra i parets amunt, cobert per una volta en forma de mitja taronja. En les parets hi ha obertures per on es tirava el glaç i pel costat que mira a Montcada, la muntanya serveix d'esperó. Els fonaments són fets al pla d'unes feixes de terra molt obagues, a la davallant de les muntanyes.»
«Per a treure el glaç se servien d'una mina oberta al pla dels fonaments, aquesta mina tenia un canaló que conduïa una aigua fresquíssima que sortia del pou. Avui l'entrada està tapiada a causa dels abusos que gent poc escrupolosa i inculta, feien en tals excessos que àdhuc amenaçaven destruir l'obra.»
«El glaç que tiraven al pou era de l'aigua que es glaçava a unes barres i al safareig que encara hi ha a prop del pou.»
El que sí que és gairebé segur és que ja s'explotava a l'edat mitjana. El seu gel s'exportava a Barcelona durant l'estiu. Sabem que el 1718 va produir 1233 càrregues de gel.
A un article anònim de 1937 trobem aquesta referència: «Lo pou de Elias (vulgarment anomenàt de Casa Donadeu) en lo terme de Cabanyes: Es Pou molt ben fet, que tè de circol 320 palms, y de alsada 75 pls. Hi ha una Escala á rams arrimada a la paret forana del Pou. Si se podia umplir de Glas hi cabrien de quatre a 5000 Carregas; Però en lo Ivern del any 1766, que feu tant grandíssim fred, que los vells no avian vist igual, sols se pogueren empohar 18 pls de Glas (per ser 2 pls mes alt de la primera finestra, que es á la alsada de 16 pls): Y tret en lo principi del Estiu començànt à 4 de Maig, se tragueren la poquedat de 572 Carregas, y ½ de Glas: Y en vista del sobre referit clarament se veu, no es de servey per lo Abast.»
L'any 2004 es van publicar una descripció detallada amb fotografies i un plànol topogràfic on esmenta que l'alçada del pou és de 21 m i el seu volum teòric total és de 2617 m³... Per sobre del pou hi ha una gran bassa rectangular de 34,4 × 15,3 m útils i de 3,9 m de fons (uns 2000 m³).